# 2004 UT10
2004 UT10, também escrito como 2004 UT10, é um objeto transnetuniano que está localizado no Cinturão de Kuiper, uma região do Sistema Solar. Ele possui uma magnitude absoluta de 7,0 e tem um diâmetro estimado com 175 km.

## Descoberta
2004 UT10 foi descoberto no dia 17 de outubro de 2004 pelos astrônomos C. A. Trujillo e S. S. Sheppard.

## Órbita
A órbita de 2004 UT10 tem uma excentricidade de 0,278 e possui um semieixo maior de 47,850 UA. O seu periélio leva o mesmo a uma distância de 34,553 UA em relação ao Sol e seu afélio a 61,146 UA.